# 에두아르드 파너 (1944년)
에두아르드 파너(루마니아어: Eduard Pană, 1944년 5월 28일 ~ )는 루마니아의 아이스하키 선수, 지도자이다.

## 클럽 경력
일포브주의 브러네슈티에서 태어났다. 아버지인 에두아르드 1세도 루마니아 국가대표로 활약한 아이스하키 선수이다. 아버지를 따라 아이스하키 선수로 활동했으며, 루마니아 아이스하키 리그의 디나모 부쿠레슈티에서 클럽 경력 전부를 보냈다. 그는 이 팀에서 1968년부터 1979년까지 활동했고 이 기간 동안 디나모 부쿠레슈티를 리그에서 총 5번(1971, 1972, 1973, 1976, 1979) 우승을 달성하는 것에 기여했다.

## 국가대표팀 경력
1963년부터 1977년까지 루마니아 국가대표팀 선수로 활동했으며, 올림픽에 3회(1964년, 1968년, 1976년) 출전하여 루마니아 아이스하키 선수 중 가장 많은 올림픽 대회에 참가했다. 또 세계 선수권 대회에 13회(1963년, 1965년, 1966년, 1967년, 1969년, 1970년, 1971년, 1972년, 1973년, 1974년, 1975년, 1976년, 1977년) 출전했다.

## 은퇴 후의 삶
선수 생활을 마친 후 1981년부터 1982년까지 루마니아 대표팀 감독을 맡았다. 이후 연령별 대표팀의 단장을 지냈다. 1998년 국제 아이스하키 연맹 명예의 전당에 루마니아인으로는 최초로 헌액되었다.